# Стволи Акімбо
«Стволи Акімбо» (англ. Guns Akimbo) — це комедійний бойовик 2019 року, сценарист та режисер якого Джейсон Лей Хоуден. Актори: Данієл Редкліфф, Самара Вівінг, Наташа Лю Бордіццо, Нед Деннегі, Грант Боулер, Едвін Райт та Ріс Дарбі.
Прем'єра фільма відбулася на Міжнародному кінофестивалі в Торонто 9 вересня 2019 року. Початок світового прокату — 27 лютого 2020 року.

## У ролях
- Денієл Редкліфф — Майлз
- Наташа Лю Бордіццо — Нова
- Самара Вівінг — Нікс
- Нед Деннегі — Ріктор
- Рис Дарбі — Гленджамін
- Марк Роулі — Дейн
- Колін Мой — Клайв
- Ханако Футман — Рубі
- Сет Сйостранд — Fuckface
- Дж. Давід Хінзе — ведучий CNN
- Джек Ріддіфорд — Шадвелл
- Грант Боулер — Дегрейвз
- Едвін Райт в ролі Стентона

## Український дубляж
Дубльовано студією AAA-Sound на замовлення компанії UFD у 2020 році.
- Перекладач — Галина Мороз
- Редактор — Юлія Когут
- Режисер дубляжу — Марія Кокшайкіна
- Звукорежисер перезапису — Олександр Єфімов

Ролі дублювали:
- Майлз — Павло Скороходько
- Нікс — Юлія Перенчук
- Ріктор — Дмитро Завадський

А також: Катерина Буцька, Дмитро Гаврилов, Антоніна Хижняк, Євген Сардаров, Михайло Кришталь, Євген Пашин, Дмитро Терещук, Роман Солошенко, Дмитро Тварковський, Олександр Солодкий та інші.

## Виробництво
12 травня 2017 року було оголошено, що Деніел Редкліфф прийме учать у створенні фільму «Стволи Акімбо», який режисує новозеландський режисер Джейсон Лей Хоуден. Феліпе Маріно та Джо Нойраутер також були оголошені продюсерами фільму. 8 травня 2018 року Наташа Лю Бордіццо була долучена до складу акторської групи.

## Сприйняття
Агрегатор рецензій Rotten Tomatoes повідомив, що 65 % критиків дали фільм позитивний відгук на основі 26 рецензій із середньою оцінкою 6,64 / 10. На Metacritic, фільм має середньозважену оцінку 45 із 100 на основі 5 критиків, що вказує на «змішані чи середні відгуки».